# Athysanus
Athysanus là chi thực vật có hoa trong họ Cải.